# Gustav von Schmoller

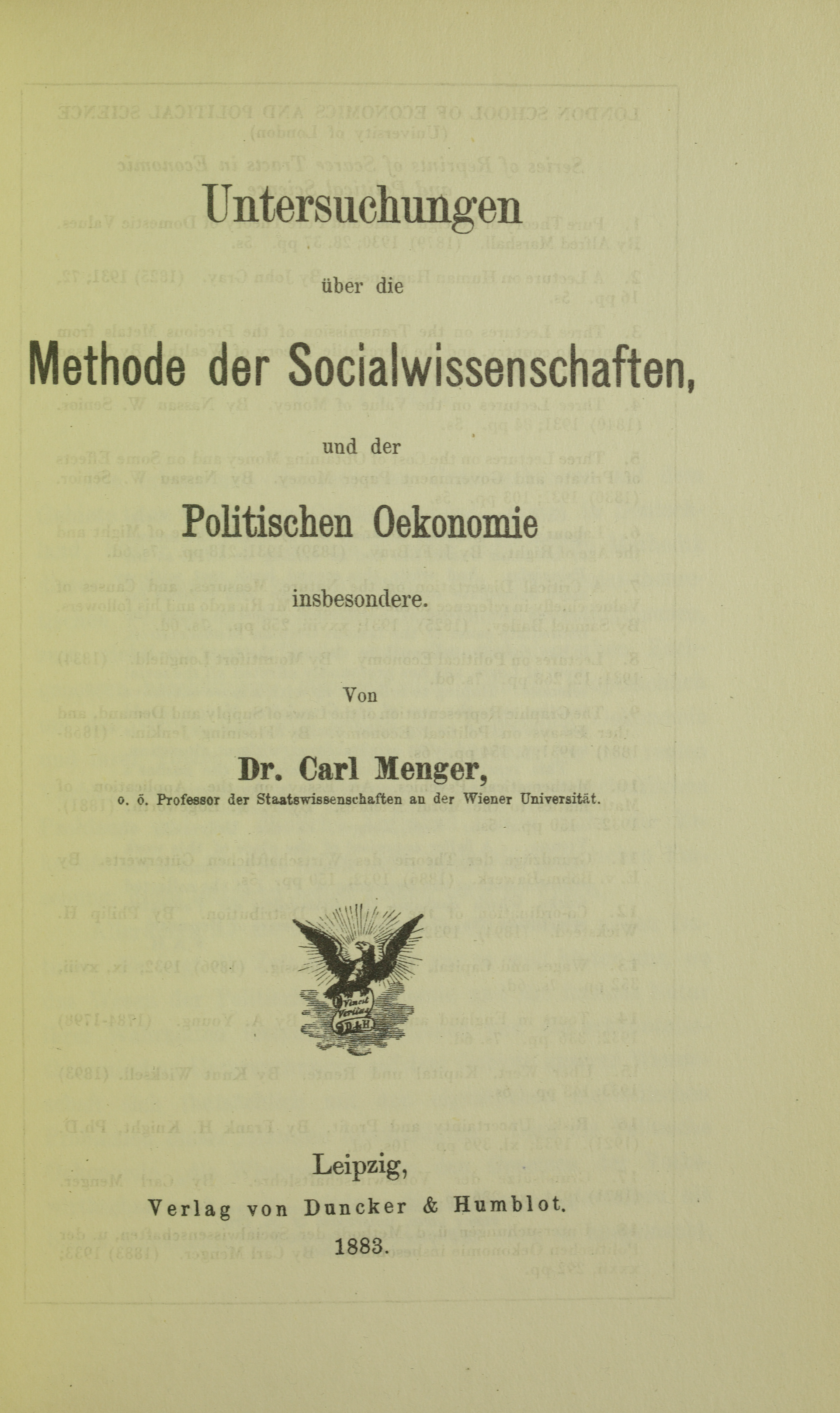
Untersuchungen über das Methode der socialwissenschaften und der politischen Ökonomie insbesondere, 1933

Gustav Friedrich Schmoller, od roku 1908 von Schmoller (24. června 1838 Heilbronn – 27. června 1917 Bad Harzburg), byl německý ekonom a politolog, spolu s Maxem Weberem a Wernerem Sombartem jeden z předních zástupců mladší německé historické školy. Proslavil se zejména dvěma spory o metodu; prvním s Carlem Mengerem, zástupcem rakouské školy, o vhodný přístup metodologie, tj. spor mezi abstraktně-racionálním a empiricko-realistickým přístupem, druhým s taktéž zástupci mladší německé historické školy Weberem a Sombartem, a to o chápání ekonomie jako vědy etické a normativní (Schmoller + Wagner) či pozitivní (empirické) (Weber + Sombart). Schmoller byl přesvědčen, že k naplnění cílů německé historické školy stačí nashromáždit dostatek historických a statistických údajů a z nich pak vyvodit novou ekonomickou teorii, namísto toho však mimoděk prohloubil znalosti o dějinách národního hospodářství.
Další jeho přínos spočívá v založení Verein für Socialpolitik, v jejímž čele na dlouhou dobu stanul a výzkumu institucí, díky jemuž se stal předchůdcem teorie transakčních nákladů. Věnoval se i výzkumu na poli historie politické ekonomie, kterou většinu života přednášel na různých univerzitách a pro účasti na založení tzv. Verein für Social Politik (Sociální politické společnosti).
Za jeho ústřední dílo lze považovat Grundriss der allgemeinen Volkswirthschaftslehre (Nástin obecné národohospodářské nauky).
Jeho hlavním cílem byla sociální reforma Pruské monarchie, za účelem vytvoření liberálního státu s rozvinutým parlamentarismem.

## Život
Gustav Schmoller se narodil roku 1838 v Heilbronnu do rodiny württemberského civilního úředníka. Jako mladý (1857-1861)studoval na Tübingenské univerzitě tzv. Kameralwissenschaft, kombinaci ekonomie, práva, státní správy a historie. Roku 1861 byl zaměstnán na Württemberském statistickém úřadu a v roce 1864 se stal profesorem politické ekonomie v Halle kde působil do roku 1872. Stejný obor poté přednášel na univerzitách v Štrasburku (1872–1882) a Berlíně (1882–1913). Po ukončení působení v Berlíně se stal zástupcem Humboldtovy univerzity v horní komoře pruského parlamentu.
Byl také zastáncem německé koloniální expanze a v tom důsledku posilování německého loďstva.
Zemřel ve věku 79 let v Bad Harzburgu.

## Dílo
Jakožto otevřený vůdce “mladší” historické školy, Schmoller se vymezoval proti tomu, co považoval za axiomaticko-deduktivní přístup klasické ekonomie, a později rakouské školy — Schmoller zavedl tento termín naznačující jistý provincionalismus ve své nepříznivé recenzi knihy Carla Mengera z roku 1883 Untersuchungen über die Methode der Socialwissenschaften und der politischen Oekonomie insbesondere (anglicky Investigations into the Method of the Social Sciences with Special Reference to Economics), která zpochybňovala metody historické školy. Toto vedlo ke kontroverzi známé jako Methodenstreit, která dnes často působí jako plýtvání energií a jeden z hlavních důvodů pozdějšího rozkladu celé historické školy, ač — jak jednou poznamenal Josef Schumpeter — jednalo se vlastně o spor uvnitř této školy. Schmollerův primárně induktivní přístup vyžadující pečlivé studium ekonomického výkonu a fenoménů obecně, srovnávající v čase a prostoru, jeho zaměření na evoluci ekonomických procesů a institucí, a jeho naléhání na kulturní specifičnost ekonomiky a centrálnost hodnot ve vytváření ekonomických výměn stojí v ostrém kontrastu s některými klasickými a většinou neoklasických ekonomů, tudíž Schmoller a jeho škola vypadli ve 30. letech z hlavního proudu ekonomie, přičemž v Německu byli nahrazeni nastupující freiburskou školou.
Po roce 1881 byl Schmoller editorem pro Jahrbuch für Gesetzebung, Verwaltung, und Volkswirthschaft im deutschen Reich. Mezi lety 1878 a 1903 editoval sérii monografií nazvaných Staats- und sozialwissenschaftliche Forschungen. Byl také editorem a hlavním přispěvatelem do Acta Borussica, rozsáhlé kolekce pruských historických pramenů vytvořené Berlínskou akademií věd na základě Schmollerových a Sybelových podnětů.
Jedním z důvodů, proč dnes Schmoller není široce známý, je ten, že většina jeho knih a článků nebyla přeložena, jelikož během jeho doby většina anglických a amerických ekonomů obecně četla v němčině, která byla tehdy dominantním odborným jazykem. Němčina však od té doby ztratila na oblibě a nepřeložené texty jsou tedy nepřístupné širšímu čtenářskému publiku. Několik výjimek je jmenováno v přehledu děl.

## Vliv díla na politiku
Často bývá přehlíženo, že Schmollerovou primární sférou zájmu nebylo samotné studium ekonomických metod, ale spíše ekonomie a sociální politika. Schmoller byl především sociální reformátor a svými kroky se snažil adresovat problémy ve společnosti, vzniklé následkem industrializace a urbanizace.
Schmollerův postoj byl silně ovlivněn také postavou Otty von Bismarcka a reformami, které zavedl. Právě i kvůli tomu byl často vystaven kritice ze strany socialistů a marxistů, který jej spolu s jeho skupinou Verein für Socialpolitik, označily za pouhého posluhovače imperialistické vlády. Řada Bismackových reforem byla touto skupinou totiž často obhajována.
Jako zastánce reforem a sociální spravedlnosti, byl Schuller přesvědčen o tom, že musí dojít  k postupnému zvyšování jak materiální, tak kulturní úrovně pracující třídy. Svým dílem Schmoller mimo jiné také značně přispěl k teoretickému přístupu rozpoznávání mechanismů, které vedou k formaci jednotlivých tříd ve společnosti. Zlepšení situace pracující třídy však označil pouze za střednědobý cíl. Konečným cílem pro něj bylo vyhnutí se revoluci, o které se domníval, že je při takovémto nastavení společnosti nevyhnutelná. Ačkoliv se Schmoller angažoval v sociální politice, přesvědčením byl i nadále monarchistou a tradicionalistou, s vidinou silné Německé říše. Dle jeho premisy německá tradicionalistická kultura byla naprosto kompatibilní s odvážnými sociálními reformami, jichž byl zastáncem, ačkoliv následující generace tato dvě stanoviska vnímají značně kontradiktorně.
Tento pohled na věc bývá někdy označován jako Kathedersozialist – "Socialist of the Chair". Schmoller byl mimo jiné také zastáncem rozšíření kapacit německého námořnictva a následné expanze Německé říše za oceán.
Schmollerovo dílo představuj do značné míry zpodobnění německého akademického světa před první světovou válkou. Vliv jeho díla se rozšířil napříč světem v mnoha podobách. V USA ovlivnil hnutí tzv. Progresivistů a  svými myšlenkami přispěl také ke vzniku řady sociálních reforem v Meiji, v Japonsku. Mezi jeho nejvýznamnější následovníky mimo německou říši patří například William J. Ashley,  W.E.B. Du Bois, Richard T. Ely, nebo E.R.A. Seligman.

## Přehled děl

### V originále německy
- Die nationalökonomischen Ansichten in Deutschland während der Reformation, Tübingen 1860 (Dissertation)
- Über einige Grundfragen der Sozialpolitik und der Volkswirtschaftslehre
  - Band 1: Über einige Grundfragen des Rechts und der Volkswirtschaft, 1874–1875
  - Band 2: Die Gerechtigkeit in der Volkswirtschaft, 1881
- Grundfragen des Rechts und der Volkswirtschaft, 1875
- Die Straßburger Tucher-und Werbezunft, 1879
- Zur Literaturgeschichte der Staats- und Sozialwissenschaften, 1888
- Preussisch Seidenindustrie im 18. Jahrhundert und Ihre Begründung durch Friedrich den Grossen, 1892
- Über einige Grundfragen des Rechts und der Volkswirtschaft, 1898
- Umrisse und Untersuchungen zur Verfassungs-, Verwaltungs- und Wirtschaftsgeschichte besonders des Preussischen Staates im 17. und 18. Jahrhundert, 1898
- Grundriß der allgemeinen Volkswirtschaftslehre, 2 Bände, 1900
- Die Entwicklung der deutschen Volkswirtschaftslehre im neunzehnten Jahrhundert, 1908

### V anglickém překladu
- The Mercantile System and Its Historical Significance. Fairfield, NJ: Augustus M Kelley Pubs., 1989 (originally published 1897). ISBN 9780678002520. This is a chapter from Schmoller's much larger work Studien über die wirtschaftliche Politik Friedrichs des Grossen which was published in 1884; the chapter was translated by William J. Ashley.
- "The Idea of Justice in Political Economy." Annals of the American Academy of Political and Social Science 4 (1894): 697–737. Retrieved October 15, 2011.
- The Economics of Gustav Schmoller, from Grundriss der allgemeinen Volkswirtschaftslehre, translated by Walter Abraham and Herbert Weingast. Brooklyn, NY: Brooklyn College, 1942. ASIN B0007F1318

### Důležitá současná díla o Schmollerovi v angličtině
- Backhaus, Jürgen G. (1994), ed. Gustav Schmoller and the Problems of Today. History of Economic Ideas, vol.s I/1993/3, II/1994/1.
- Backhaus, Jürgen G. (1997), ed. Essays in Social Security and Taxation. Gustav von Schmoller and Adolph Wagner Reconsidered. Marburg: Metropolis.
- Balabkins, Nicholas W. (1988). Not by theory alone...: The Economics of Gustav von Schmoller and Its Legacy to America. Berlin: Duncker u. Humblot.
- Grimmer-Solem, Erik (2003). The Rise of Historical Economics and Social Reform in Germany, 1864–1894. Oxford: Oxford University Press.
- Koslowski, Peter, ed. The Theory of Ethical Economy in the Historical School. Wilhelm Roscher, Lorenz v. Stein, Gustav Schmoller, Wilhelm Dilthey and Contemporary Thought. Berlin etc.: Springer.
- Shionoya, Yuichi (2001), ed. The German Historical School: The Historical and Ethical Approach to Economics. London etc.: Routledge.